# It's a Wonderful World (jeu de société)
It's a Wonderful World est un jeu de société pour 1 à 5 joueurs conçu par Frédéric Guérard et publié par La Boîte de Jeu en 2019.
Dans It's a Wonderful World, vous êtes à la tête d’un empire en expansion. Vous devrez choisir de développer des technologies, des bâtiments ou des unités militaires dans votre civilisation afin de la faire progresser plus rapidement que celles de vos concurrents et d’accéder à la domination mondiale.

## Principe général
Les joueurs représentent tous des empires concurrents dans le but de dominer le monde.
L'objectif du jeu est d'obtenir le plus de points de victoire à la fin des quatre tours de jeu qui constituent le jeu. Pour gagner des points de victoire, les joueurs devront faire progresser leurs empires en développant des technologies, des unités ou des infrastructures (toutes représentées par des cartes). En fonction de ces choix, les joueurs évolueront soit vers la domination financière (avec l'aide des financiers), soit vers la domination militaire (avec l'aide des gouverneurs).
Un tour de jeu est divisé en trois phases :
1. Les joueurs piochent puis sélectionnent un certain nombre de cartes (technologies, unités, infrastructures) par la méthode du draft.
2. Ensuite, les joueurs choisissent, pour chaque carte, s'ils veulent la construire (afin de gagner des points de victoire ou de produire des ressources) dans leur empire ou la convertir en ressources.
3. Enfin, les joueurs gagnent des ressources en fonction de la production de leur empire et des technologies, bâtiments et unités construites afin de pouvoir investir de nouveaux projets.

Le jeu est essentiellement basé sur la mécanique de draft (Similaire à 7 Wonders, Tides of Times, Res Arcana ...) et de moteur de jeu (Splendor, Les Bâtisseurs ...).

## Extensions
Deux extensions ont été publiées :
- 2020
  - Guerre ou Paix, qui permet entre autres de pouvoir jouer en mode campagne[1],[2].
  - Corruption et Ascension, qui introduit de nouvelles façons de jouer et permet de jouer jusqu'à 7 joueurs[3],[4].

## Récompenses
- 2020
  - Les nominations du jeu de société
    - As d'Or, Jeu de l'année (Expert)[5].
    - Golden Geek, Jeu de l'année[6].
    - Golden Geek, Meilleur jeu de cartes[7].